# Зевениг бај Нојербург
Зевениг бај Нојербург (њем. Sevenig bei Neuerburg) општина је у њемачкој савезној држави Рајна-Палатинат. Једно је од 235 општинских средишта округа Ајфелкрајс Битбург-Прим. Према процјени из 2010. у општини је живјело 57 становника. Посједује регионалну шифру (AGS) 7232121.

## Географски и демографски подаци
Зевениг бај Нојербург се налази у савезној држави Рајна-Палатинат у округу Ајфелкрајс Битбург-Прим. Општина се налази на надморској висини од 474 метра. Површина општине износи 5,9 km². У самом мјесту је, према процјени из 2010. године, живјело 57 становника. Просјечна густина становништва износи 10 становника/km².

## Међународна сарадња
| Мјесто | Држава    | Врста сарадње | Од    |
| ------ | --------- | ------------- | ----- |
|        | Француска | партнерство   | 2000. |
| Извор  |           |               |       |